# Spathelia splendens
Spathelia splendens är en vinruteväxtart som beskrevs av Ignatz Urban. Spathelia splendens ingår i släktet Spathelia och familjen vinruteväxter. Inga underarter finns listade i Catalogue of Life.